# Albert Baldauf
Albert Baldauf (* 8. Dezember 1917 in Beaumarais, Rheinprovinz, Königreich Preußen; † 25. Oktober 1991 in Lebach) war ein deutscher Politiker der CDU.

## Leben
Baldauf besuchte die römisch-katholische Volksschule in Beaumarais. 1932 begann er eine Lehre als Elektriker bei den Röchlingschen Eisen- und Stahlwerken in Völklingen, die er 1936 mit der Gesellenprüfung abschloss. Nach dem Arbeitsdienst meldete er sich 1938 als Freiwilliger zur Kriegsmarine. Im Zweiten Weltkrieg wurde er zur U-Boot-Waffe versetzt. Nach einem Fronteinsatz auf U 49, das 1940 bei Narvik versenkt wurde, geriet er in britische Kriegsgefangenschaft, die bis 1947 andauerte.
Nach der Gefangenschaft arbeitete er als Lehrlingsausbilder beim Unternehmen VSE AG im Saarland und besuchte nebenher die Meisterschule, die er 1949 mit dem Meisterbrief beendete.
Baldauf starb am 25. Oktober 1991 an Leukämie.

## Partei
Seit 1952 gehörte Baldauf als Mitbegründer der damals noch illegalen CDU des Saarlandes an und setzte sich für die Rückgliederung des Saarlandes an die Bundesrepublik Deutschland ein. 1957 wurde er Vorsitzender des CDU-Kreisverbandes Saarlouis.

## Abgeordneter
Baldauf gehörte dem Deutschen Bundestag von 1957 bis 1965 an. Er vertrat den Wahlkreis Saarlouis-Merzig im Parlament. Danach war er Mitglied im Landtag des Saarlandes (1965–1970).

## Öffentliche Ämter
Von 1956 bis 1964 war Baldauf Bürgermeister von Wallerfangen.

## Ehrungen
Baldauf wurde am 25. April 1977 mit dem Saarländischen Verdienstorden ausgezeichnet.